# Bitwa pod Chobrakhitt
Bitwa pod Chobrakhitt – starcie zbrojne, które miało miejsce 13 lipca 1798 roku. W bitwie starły się francuskie oddziały dowodzone przez Napoleona Bonaparte z konnicą mamelucką.
Na początku lipca wojska francuskie zdobyły Aleksandrię. Kontynuując podbój Egiptu armia wyruszyła w stronę Kairu, przez pustynię. Dywizja gen. Desaix (4600 piechoty, 160 konnych), nękana przez upał dotarła z Aleksandrii 6 lipca do ustalonego postoju na trasie do stolicy Egiptu, Damanhur. 7 oraz 8 lipca do Damanhur dotarła pozostała część armii. Francuzi podczas postoju dowiedzieli się o wzmożonej aktywności mameluków na trasie do Kairu.
Od 9 lipca dochodziło do pierwszych starć. Mamelucy zabijali każdego Francuza, który odszedł od trzonu armii na odległość nawet 100 metrów! 10 lipca do przedniej straży mameluków obserwującej marsz Francuzów dotarły 800-osobowe posiłki dowodzone przez Muhammada el-Elfiego. W tym dniu doszło do pierwszej, odpartej szarży mameluckiej (zginęło w niej 40 konnych). Należy również wspomnieć, że styl walki mameluków przypominał styl w jakim w XIII wieku zostały odparte wojska Ludwika IX podczas krucjaty. Sposób prowadzenia walki w Egipcie niewiele się zmienił, w przeciwieństwie do Europy. Francuzi zaskoczyli mameluków działami oraz bronią palną.
Kolejnym przystankiem dla armii była Rosetta. Rano 13 lipca siły francuskie doniosły, iż w pobliskiej wsi Chobrakhitt stacjonuje 4000 mameluków. Wieś leżała nad Nilem, którym płynęło zaopatrzenie dla francuskiej armii (15 jednostek z ryżem i zbożem). W międzyczasie na rzece pojawiła się flota francuska, która miała wspierać piechotę ogniem. Jednakże wiatr pokrzyżował szyki Bonapartemu, ponieważ uniemożliwiał skuteczne manewrowanie. Flota francuska wyprzedziła piechotę o 5 mil. Wykorzystali to marynarze mameluccy, którzy zaczęli ostrzeliwać statki wroga posyłając kilka na dno. Generał Andreossy nakazał wyładowanie całego sprzętu i całą piechotę na brzeg widząc, iż mamelucy lepiej obeznani z żeglugą na rzece przeważają. Gdy przyszły posiłki francuskie osłaniające schodzących marynarzy odbito utracone statki i wyładowano cały ekwipunek na brzeg oczekując nadejścia sił głównych.
O 9:00 dotarła armia Napoleona. Do szarży ruszyło 1200 mameluków, którzy byli ciągle ostrzeliwani przez 5 dywizji francuskich. Mamelucy nie mogli uformować szyków, gdyż przez cały czas znajdowali się pod ostrzałem. Do natarcia ruszyli Francuzi spychając mameluków ze wsi na pustynię. Ostatnia desperacka szarża mamelucka przyniosła śmierć konnych. Podczas bitwy zginęło około 400 mameluków oraz 75 Francuzów. Mamelucy oraz Francuzi po raz pierwszy zetknęli się w poważnym boju. Ci pierwsi byli zaskoczeni swoimi stratami, ci drudzy słabością przeciwnika. Europejska przewaga techniczna oraz strategiczna była miażdżąca.
Wojska Napoleona pomaszerowały w stronę Kairu gdzie doszło do bitwy pod piramidami.